# Marina Comellas i Fernández
Marina Comellas i Fernández (Barcelona, 1947) és una dirigent veïnal catalana que el 2004 va rebre la Medalla d'Honor de Barcelona. Ha viscut tota la vida al barri de la Sagrada Família. La seva infantesa va estar marcada per l'empresonament del seu pare, lluitador antifranquista, al penal de Santoña quan ella tenia sis anys. La Marina va créixer envoltada d'aquest esperit de lluita i de solidaritat. Va començar a treballar als 14 anys i des d'aleshores ha treballat sense descans al llarg de 40 anys.
La seva joventut va lligada a la vida quotidiana del barri, amb els balls del passatge de Gaiolà o les festes del carrer de Còrsega. Va quedar viuda molt jove i va tenir cura dels seus pares fins fa molt pocs anys. Va entrar a formar part de l'Associació de Veïns i Veïnes de la Sagrada Família el gener de 1976. L'Associació va néixer el 1975 i va participar amb força en les reivindicacions polítiques de la transició, com l'estatut d'autonomia i la llibertat d'expressió, i també en les reivindicacions socials, per exemple els drets de les dones. Va començar demanant semàfors al barri i que al llarg del temps ha treballat per una avinguda de Gaudí per als veïns i les veïnes, per recuperar la SAFA, per la plaça de Gaudí, per la Sedeta, per la plaça de la Hispanitat, pels equipaments pel barri, etc.
Des del principi va ser secretària de la Junta i, a partir del 1995, n'ha estat la tresorera. El 2000, conjuntament amb la Vocalia de Dones de l'associació de veïns, va iniciar un debat sobre la violència de gènere al districte i, posteriorment, un projecte conjunt entre entitats i associacions i l'Ajuntament que, amb el nom «La violència de gènere, un problema de la comunitat», va comportar formació i sensibilització a tots els barris de l'Eixample. Això va permetre que l'Eixample esdevingués el primer districte amb un punt d'atenció i informació per a les dones.